# Rue Peyssonnel
La rue Peyssonnel est une voie marseillaise située dans les 2e et 3e arrondissements de Marseille. 

## Situation et accès
Cette voie en ligne droite démarre dans le quartier de la Villette au niveau de la rue de Forbin, à proximité de l’avenue Camille-Pelletan et la place de Strasbourg. Sur son parcours, elle longe de nombreuses résidences nouvelles construites par l’opération de rénovation urbaine Euroméditerranée. Elle se termine au niveau de la rue d'Anthoine dans le quartier d’Arenc.
Sur toute sa longueur, elle est parallèle au boulevard de Paris à l’ouest et la rue de Ruffi à l’est.

## Origine du nom
La rue doit son nom à Jean-André Peyssonnel (1694-1759), médecin français du XVIIIe siècle.

## Historique
Elle est classée dans la voirie de Marseille le 6 juin 1878.
Elle prend sa dénomination actuelle par délibération du conseil municipal en date du 25 avril 1868.

## Bâtiments remarquables et lieux de mémoire
- Au numéro 59 se trouve l’institut en soins infirmiers La Blancarde.
- Entre les rues Désirée-Clary et Mirès, la rue longe l’hôpital européen de Marseille, qui occupe depuis 2012 un ancien terrain où se trouvaient de nombreux commerces.
- À l’angle avec la rue Mirès se trouve la bibliothèque Gaston-Defferre[2].
- Entre le boulevard Mirabeau et la rue Urbain-V, la rue longe le Dock des Suds.